# أزمة سكر (مسلسل)
مسلسل مصري درامي كوميدي، يروي حكاية سكر (أحمد عيد) وهو شاب فقير كان يعيش في سلامون القماش وكان يعمل في أحد مضارب اللأرز. ثم يعرف نبأ وفاة عمه في حادثة سيارة، فيذهب إلى القاهرة للمكوث مع بنات عمه، فيحسبونه نصاب. ثم يتأكد محامي عمه أنه ليس بنصاب فيبقيه معه في شقته. تدور الأحداث حتى تتحسن علاقته ببنات عمه، ويكسب ودّهم. ويخطب هناء (حنان مطاوع)، ثم كان سوف يدخل السجن في قضية قتل سائق بنت عمه باري (وفاء قمر بعد أن حاول الاعتداء عليها. تظهر براءته في النهاية ويتزوج هناء.

## بطولة
| - أحمد عيد: سكر ربيع الطلخاوي - حنان مطاوع: هناء المحامية وحبيبة سكر - سامح الصريطي: أ. شفيق محامي عائلة سكر - فريال يوسف: ماجي الإبنة الكبري لعم سكر - ياسمين الجيلاني: ليليان الأبنة الثانية لعم سكر - رحمة حسن: شرويت الأبنة الثالثة لعم سكر - وفاء قمر: بيري الأبنة الرابعة لعم سكر - رجاء الجداوي: كوكب زوجة عزمي - لطفي لبيب: د. عزمي مسؤول مصنع الأدوية - كريم أبو زيد: حسام أبن عزمي | - عايدة رياض: أم هناء - ضياء الميرغني: عم عبده زوجة أم هناء - سامي مغاوري: طبيب نفسي لليليان - أحمد صيام: مهاب دكتور بصنع الادوية - سعيد طرابيك: مصلحى جناينى في الفيلا - أحلام الجريتلي: خيرية مربية البنات - محمود عبد الغفار: طلبه السرجاوي - حسن عبد الفتاح: غزال صديق سكر - علاء زينهم: رجب طباخ لدي أ. شفيق | - جليلة محمود: زوجة عوض خليل - فايق عزب: عوض خليل - رامز أمير: "علي" أخو "هناء" - كريم الحسيني: طارق زميل شيرويت - جيهان كامل: د. وصال بمصنع الأدوية - إيمان سمير: إبنة عوض خليل - ريم صابوني: سهيلة - إيما: صديقة شيرويت - محمود بشير: | - نيرمين الشريف: - ريهام حجاج: "أيتن" صديقة "ماجي" - ندى محسن: - هيام حسني: - علي الطيب: ميدو صديق شيرويت - ياسمين: - ماجد محروس: شادي - مجدي بدر: زياد مخرج وصديق ماجي - كمال السيد: عصام السائق |

إشترك في التمثيل: نيفان صابر- محمد نصر: البودي جارد الخاص لسكر-جلال الهجرسي- عيد مسعد- جومانة راشد- نيرة عارف- تامر ضيائي- محمد متولي- حسين أبو حجاج- مصطفى أبو العزايم- ندى سالم- عمر خليل- محمد الشربيني- هيام السيد أبو السعود- إحسان الترك (إحسان ترك)- مدحت قاسم- عبد الرازق الشيمي- حمزة عبد الفتاح- محمد محمد سعيد- علي جمال الدين- محي الدين عبد الحميد- سمير حكيم- زهرة محمد حنفي- أحمد محمود- حسن عبد الرحمن- أحمد كاني-